# قطعنامه ۱۹۴۸ شورای امنیت
قطعنامه ۱۹۴۸ شورای امنیت سازمان ملل متحد که در تاریخ ۱۸ نوامبر ۲۰۱۰ تصویب شد، سندی بین‌المللی دربارهٔ بررسی وضعیت در بوسنی و هرزگوین است. این قطعنامه طی نشست ۶۴۲۶ام با ۱۵ رای موافق، ۰ مخالف و ۰ ممتنع تصویب شد.